# Championnats d'Europe de judo 1990
Navigation
Édition précédente Édition suivante
La 39e édition des championnats d'Europe de judo, la 4e depuis la réunification des compétitions masculines et féminines, s'est déroulée du 12 au 13 mai 1990 à Francfort, en Allemagne. Six fois titrée (douze médailles), la France a dominé le tableau des médailles. La RFA terminant au deuxième rang avec huit médailles dont trois en or.
Pour ce qui est des épreuves par équipes, elles ont eu lieu à Dubrovnik, en Yougoslavie, les 26 et 27 octobre 1990 (voir article connexe).

## Podiums

### Femmes
| Épreuve                           | Médaille d'or             | Médaille d'argent     | Médailles de bronze                                |
| Moins de 48 kg poids super-légers | Cécile Nowak (FRA)        | Karen Briggs (GBR)    | Jana Perlberg (GDR) Giovanna Tortora (ITA)         |
| Moins de 52 kg poids mi-légers    | Sharon Rendle (GBR)       | Katalin Parragh (HUN) | Christel Deliège (BEL) Fabienne Boffin (FRA)       |
| Moins de 56 kg poids légers       | Catherine Arnaud (FRA)    | Gudrun Hausch (FRG)   | Nicole Flagothier (BEL) Nicola Fairbrother (GBR)   |
| Moins de 61 kg poids mi-moyens    | Begoña Gomez (ESP)        | Diane Bell (GBR)      | Susann Singer (GDR) Gabi Ritschel (FRG)            |
| Moins de 66 kg poids moyens       | Alexandra Schreiber (FRG) | Kate Howey (GBR)      | Claire Lecat (FRA) Marimar Alcíbar (ESP)           |
| Moins de 72 kg poids mi-lourds    | Karin Krueger (FRG)       | Elena Besova (URS)    | Ulla Werbrouck (BEL) Laëtitia Meignan (FRA)        |
| Plus de 72 kg poids lourds        | Christine Cicot (FRA)     | Regina Sigmund (FRG)  | Monique van der Lee (NED) Maria Teresa Motta (ITA) |
| Toutes catégories                 | Sharon Lee (GBR)          | Natalina Lupino (FRA) | Tsvetana Bozhilova (BUL) Monique Aarts (NED)       |

### Hommes
| Épreuve                           | Médaille d'or            | Médaille d'argent         | Médailles de bronze                              |
| Moins de 60 kg poids super-légers | Philippe Pradayrol (FRA) | Nigel Donohue (GBR)       | Pavel Botev (BUL) Amiran Totikashvili (URS).     |
| Moins de 65 kg poids mi-légers    | Bruno Carabetta (FRA)    | Udo Quellmalz (GDR)       | Philip Laats (BEL) Stelian Petrescu (ROU)        |
| Moins de 71 kg poids légers       | Guido Schumacher (FRG)   | Jorma Korhonen (FIN)      | Wiesław Błach (POL) Bertalan Hajtós (HUN)        |
| Moins de 78 kg poids mi-moyens    | Bashir Varaev (URS)      | Zsolt Zsoldos (HUN)       | Bertrand Amoussou-Guenou (FRA) Iulian Rusu (ROU) |
| Moins de 86 kg poids moyens       | Waldemar Legien (POL)    | Axel Lobenstein (GDR)     | Densign White (GBR) Fabien Canu (FRA)            |
| Moins de 95 kg poids mi-lourds    | Stéphane Traineau (FRA)  | Marc Meiling (FRG)        | Koba Kurtanidze (URS) Frank Borkowski (GDR)      |
| Plus de 95 kg poids lourds        | Sergey Kosorotov (URS)   | Harry Van Barneveld (BEL) | Frank Moeller (GDR) Marian Grozea (ROU)          |
| Toutes catégories                 | László Tolnai (HUN)      | Harry Van Barneveld (BEL) | David Khakhaleichvili (URS).                     |

## Tableau des médailles
| Rang | Nation               | Or | Argent | Bronze | Total |
| ---- | -------------------- | -- | ------ | ------ | ----- |
| 1    | France               | 6  | 1      | 5      | 12    |
| 2    | Allemagne de l'Ouest | 3  | 3      | 2      | 8     |
| 3    | Royaume-Uni          | 2  | 4      | 2      | 8     |
| 4    | Union soviétique     | 2  | 1      | 3      | 6     |
| 5    | Hongrie              | 1  | 2      | 1      | 4     |
| 6    | Espagne              | 1  | 0      | 1      | 2     |
| 6    | Pologne              | 1  | 0      | 1      | 2     |
| 8    | Belgique             | 0  | 2      | 4      | 6     |
| 8    | Allemagne de l'Est   | 0  | 2      | 4      | 6     |
| 10   | Finlande             | 0  | 1      | 0      | 1     |
| 11   | Roumanie             | 0  | 0      | 3      | 3     |
| 12   | Bulgarie             | 0  | 0      | 2      | 2     |
| 12   | Italie               | 0  | 0      | 2      | 2     |
| 12   | Pays-Bas             | 0  | 0      | 2      | 2     |

## Sources
- Podiums complets sur le site JudoInside.com.

- Podiums complets sur le site alljudo.net.

- Podiums complets sur le site Les-Sports.info.